# Theodor Fahrner
Theodor Fahrner (jun.) (* 4. August 1859 in Pforzheim; † 22. Juli 1919 in Pforzheim) war ein deutscher Stahlgraveur und Unternehmer im Kunstgewerbe. Er gilt als einer der Vorreiter des Designerschmucks, insbesondere als Wegbereiter des Jugendstil-Schmucks, und beauftragte als einer der ersten Schmuckfabrikanten Europas freischaffende Künstler (Designer) mit Entwürfen für den von ihm hergestellten Schmuck. Es gelang ihm, aus der weitgehend unbedeutenden Ringfabrik seines Vaters einen der kreativsten Schmuckhersteller Europas zu machen. 

## Leben
Theodor Fahrner war ein Sohn von Theodor Fahrner (sen.) und dessen Ehefrau Pauline Fahrner geb. Schweikert. Er hatte sechs Schwestern: Emma, Julie, Lina, Paulina Emilie, Luise Emilie und Bertha. Über seine Schulzeit ist wenig bekannt, er erlernte das Handwerk eines Stahlgraveurs und erhielt seine künstlerische Ausbildung auf der Pforzheimer Schule für Metallindustrie (Kunstgewerbeschule).
Nach dem Tod seines Vaters im Jahr 1883 übernahm er dessen Ringfabrik. In der damaligen Zeit des Umbruchs vor der Jahrhundertwende meldete Theodor Fahrner zahlreiche Patente und Gebrauchsmuster an. Der Durchbruch gelang ihm schließlich mit der Präsentation seiner nach Entwürfen von Max Joseph Gradl hergestellten Schmuckstücke auf der Weltausstellung Paris 1900, auf der er mit einer Silbermedaille ausgezeichnet wurde.
Fahrner starb am 22. Juli 1919 in Pforzheim und hinterließ zwei Töchter, Vera und Yella. Er wurde auf dem Pforzheimer Hauptfriedhof bestattet.
Die Bijouteriewarenfabrik Theodor Fahrner wurde vom Juwelier Gustav Braendle aus Esslingen am Neckar gekauft und unter der Firma Bijouteriewarenfabrik Gustav Braendle, Theodor Fahrner Nachfolger weitergeführt. Dabei wurde auch die Marke „Fahrnerschmuck“ weiter verwendet.